# Себастиано дел Пиомбо
Себастиано дел Пиомбо (на италиански: Sebastiano del Piombo – „Оловният Себастиан“) e италиански живописец от периода на Високия ренесанс и Ранния маниеризъм, представител на Венецианската школа.

## Биография и творчество
Роден във Венеция около 1485 година. Той е ученик на Джовани Белини. В ранните произведения на Пиомбо се чувства влиянието на Джорджоне и Тициан.

## Творби с религиозно съдържание
- Светото семейство (1520), Бургоска катедрала
- Мъченията на св. Агата
- Носене на кръста

## Портрети

### Кавалетни мъжки портрети
На Себастиано дел Пиомбо принадлежат портрети на много известни негови съвременници (Христофор Колумб, Климент VII, Джулия Гонзага, Пиетро Аретино и др.). Неговата биография е написана от Джорджо Вазари.
- Антон Франческо дели Абруци
- Мъж
- портрет на Микеланджело
- Портрет на Колумб
- Портрет на мъж
- Кардинал със секретаря си
- Андреа Дория
- Марко Антонио Фламинио
- папа Климент VII
- папа Климент VII
- Антонио Палавичино
- Кардинал
- Кардинал Бандинело Саули, секретарят му и двама географи, 1516 г.

### Женски портрети
- Джулия Гонзага
- Дама
- La Fornarina
- Доротея Гонзага
- Неизвестна или Витория Колона